# Richard Van Genechten
Richard Van Genechten (Brussel, 23 juli 1930 - Laken, 13 november 2010) was een Belgisch wielrenner, die prof was tussen 1953 en 1961. Hij maakte vooral naam als klimmer.

## Wielerloopbaan
In 1954 werd Van Genechten 3e in het Bergklassement van de Ronde van Frankrijk achter Federico Bahamontes en Louison Bobet. Legendarisch is zijn etappe op de Mont Ventoux in de Ronde van Frankrijk 1955. Van Genechten viel in de klim compleet uitgeput van zijn fiets, kreeg zuurstof toegediend en werd per ambulance naar het ziekenhuis afgevoerd.
In 1956 won hij de Waalse Pijl en werd zowel 2e in Gent-Wevelgem als in Luik-Bastenaken-Luik. In 1958 won hij als eerste Belg de Ronde van Catalonië. Hij overleed op zaterdag 13 november 2010 op 80-jarige leeftijd.

## Belangrijkste overwinningen
1953
- 6e etappe Ronde van Asturië

1954
- Polymultipliée

1955
- 4e etappe Ronde van België

1956
- Waalse Pijl
- Ardens Weekend
- Polymultipliée

1958
- Stadsprijs Geraardsbergen
- 7e etappe Ronde van Catalonië
- 8e etappe Ronde van Catalonië
- Eindklassement Ronde van Catalonië
- Puntenklassement Ronde van Catalonië
- GP Raf Jonckheere

## Resultaten in voornaamste wedstrijden
| Jaar | Ronde van Italië | Ronde van Frankrijk | Ronde van Spanje |
| ---- | ---------------- | ------------------- | ---------------- |
| 1953 |                  | 33e                 |                  |
| 1954 |                  | 22e                 |                  |
| 1955 |                  | opgave              |                  |
| 1956 |                  | 45e                 |                  |
| 1957 |                  |                     |                  |
| 1958 |                  |                     |                  |
| 1959 |                  |                     | 26e              |

| Jaar | Milaan-San Remo | Gent-Wevelgem | Ronde van Vlaanderen | Luik-Bast.‑Luik | Waalse Pijl | Kuurne-Brussel-Kuurne |  | WK op de weg |
| ---- | --------------- | ------------- | -------------------- | --------------- | ----------- | --------------------- |  | ------------ |
| 1953 |                 |               |                      |                 |             |                       |  |              |
| 1954 |                 |               |                      |                 | 25e         |                       |  | opgave       |
| 1955 |                 |               |                      | 29e             | 57e         |                       |  |              |
| 1956 | 95e             | Zilver        |                      | Zilver          | Goud        | 6e                    |  |              |
| 1957 |                 | 44e           | 21e                  |                 | 15e         |                       |  |              |
| 1958 | 104e            |               |                      |                 | 24e         |                       |  |              |
| 1959 |                 | 28e           | 32e                  |                 |             |                       |  |              |